# فرودگاه لهاسا گونگار
فرودگاه لهاسا گونگار (به انگلیسی: Lhasa Gonggar Airport) یک فرودگاه همگانی با کد یاتا LXA است که یک باند فرود آسفالت دارد و طول باند آن ۴۰۰۰ متر است. این فرودگاه در منطقه خودمختار تبت در کشور چین قرار دارد و در ارتفاع ۳۵۷۰ متری از سطح دریا واقع شده‌است.

## شرکت‌های هواپیمایی و مقصدهای پروازی
| شرکت‌های هواپیمایی   | مقصدهای پروازی |
| ------------------- | --- |
| ایر چاینا           | پکن، چنگدو شوانگلیو، چنگچینگ ییانگبی، تریبهوان فصلی: هنگ کنگ |
| هواپیمایی شرقی چین  | پکن، چانگشا هوانگهوا، چنگدو شوانگلیو، دکن شنگریلا، کونمینگ چانگشوی، شانگهای پودنگ، شی‌آن شیان‌یانگ، یوشو باتنگ |
| هواپیمایی جنوبی چین | چنگچینگ ییانگبی، بایون گوآنگجو |
| سیچوان ایرلاینز     | چنگدو شوانگلیو، چنگچینگ ییانگبی، هانگجو ژیاشان، کانگدینگ، تریبهوان، کونمینگ چانگشوی، گاننان شیاهه، لیجیانگ سانی، شی‌آن شیان‌یانگ، سینینگ کائوجیابو، Mianyang |
| تبت ایرلاینز        | پکن، چانگشا هوانگهوا، چنگدو شوانگلیو، چنگچینگ ییانگبی، هانگجو ژیاشان، تریبهوان، کونمینگ چانگشوی، نانجینگ لوکو، نگاری گونسا، نیینگچی ماینلینگ، کامدو بامدا، شانگهای هونگچیائو، شنژن بن، سینینگ کائوجیابو، ییبین سایبا، یوشو باتنگ، Dazhou, Nanchong, Mianyang، کینگدائو لیوتینگ، لانگ‌دونگ‌بائو گوئی‌یانگ، |
| وست ایر             | چنگچینگ ییانگبی، فرودگاه بین‌المللی ژنگژو سین‌ژنگ |
| ژیامن ایرلاینز      | چنگچینگ ییانگبی، فوژو چنگل، زیامن گائوچی |
| لاکی ایر            | فصلی: چنگدو شوانگلیو، کانگدینگ |